# Oss
 For alternative betydninger, se OSS. (Se også artikler, som begynder med OSS)
Oss ( udtale ?) er en by og kommune i provinsen Nord-Brabant i Nederlandene. Den har 57.585 indbyggere (2015).
Byen nævnes første gang i et brev fra pave Alexander 2. i 1069 og fik købstadsrettigheder i 1399. 
Fodbdolspilleren Ruud van Nistelrooy er født i Oss.